# Шастуновы
Шастуновы (Шестуновы) — угасший русский княжеский род, Рюриковичи, отрасль князей Ярославских.
Род внесён в Бархатную книгу.

## Происхождение и история рода
Князь Ярославский, XIX колено от Рюрика Василий Васильевич прозванием Шастун-Великий, внук ярославского владетельного князя Ивана Васильевича Большого, боярин (1487) великого князя Ивана III; умер в Москве в 1495 году. Родоначальник угасших князей Гагиных, Шастуновых, Кнутовых, а через старшего сына своего, Петра, прозванием Великого, и князей Великогагиных, писавшихся и просто Гагиными.

## Известные представители
| №                                 | Имя, Отчество                                 | № отца | Примечания |
| --------------------------------- | --------------------------------------------- | ------ | --- |
| 1                                 | Василий Васильевич Ярославский Шастун-Великий |        | Родоначальник. Оставлен четвёртым в Москве для её охранения, на время тверского государева похода (1486), пожалован в бояре (1487), умер (1495).                                            |
| 2                                 | Пётр Васильевич Шастун-Великий                | 1      | Дворецкий (1501), боярин (1504), наместник Пскова. От него пошли князья Великогагины |
| 3                                 | Бахтеар Васильевич                            | 1      | Бездетные |
| 4                                 | Дмитрий Васильевич Земница                    | 1      | Бездетные |
| 5                                 | Андрей Васильевич Меншик                      | 1      | Бездетные |
| 6                                 | Семён Васильевич Шатун-Кривой                 | 1      | При государевой постели в новгородском походе (1495), окольничий (1535), умер († 1538). |
| 7                                 | Иван Васильевич Дах                           | 1      | При государевой постели в новгородском походе (1495), бездетный. |
| 8                                 | Данила Васильевич                             | 1      | Бездетный |
| 9                                 | Дмитрий Васильевич Кнут                       | 1      | |
|                                   | Анна Васильевна                               | 1      | Жена князя Ивана Михайловича Воротынского |
| 10                                | Андрей Петрович                               | 2      | Воевода (1515, 1519, 1521), окольничий (1532), упомянут на свадьбе Василия III и Елены Глинской, собирал и веда детей боярский (1526), 1-й наместник в Великих Луках (1529), умер († 1529). |
| 11                                | Дмитрий Семёнович                             |        | Голова в Мещере (1547), ставил г. Шацк (1552), окольничий (1538), боярин (1560). |
| 12                                | Константин Семёнович                          | 6      | Бездетный, третий голова в Смоленске (1550). московский сын боярский (октябрь 1551). |
| 13                                | Василий Семёнович Мешок                       | 6      | Бездетный, есаул в Казанском походе (1550). |
| 14                                | Андрей Данилович                              | 8      | Голова в Государевом полку в походе к Полоцку (1551), упомянут на свадьбе Владимира Андреевича и княжны Одоевской (1558), полковой голова войск левой руки на берегу Оки (1564-1565).       |
| 15                                | Иван Дмитриевич Кнут-Шастунов                 | 9      | Полковой голова (1559), воевода (1579-1581), воевода в Смоленске (1588). |
| 16                                | Дмитрий Дмитриевич                            | 9      | Бездетный, участвовал вторым завоеводчиком в Казанском походе (1544), и в этой же должности в походе к Полоцку (1551).                                                                      |
| 17                                | Василий Дмитриевич                            | 9      | Дворянин, приглашён к государеву столу (октябрь 1590), сидел в Ответной палате при немецком посланнике (1594), воевода.                                                                     |
| 18                                | Иван Дмитриевич Большой                       | 11     | Воевода. |
| 19                                | Иван Дмитриевич Меньшой                       | 11     | |
| 20                                | Фёдор Дмитриевич                              | 11     | Воевода Большого полка (1582-1583), боярин (1584). |
| 21                                | Владимир Иванович                             | 18/19  | Воевода, послан царём к Путивлю (1597), голова в государевом стане у огней (1598), на дворцовой службе (1601), воевода в Гранском (1602).                                                   |
| Княжеский род Шастуновых пресёкся |                                               |        | |
|                                   | Савелий Дмитриевич                            | 9      | В родословной росписи не указан, упомянут в родословной книге из собрания М.А. Оболенского.                                                                                                 |
|                                   | Владимир Дмитриевич                           | 11     | В родословной росписи не указан, голова и воевода. |